# بستنی پسته‌ای

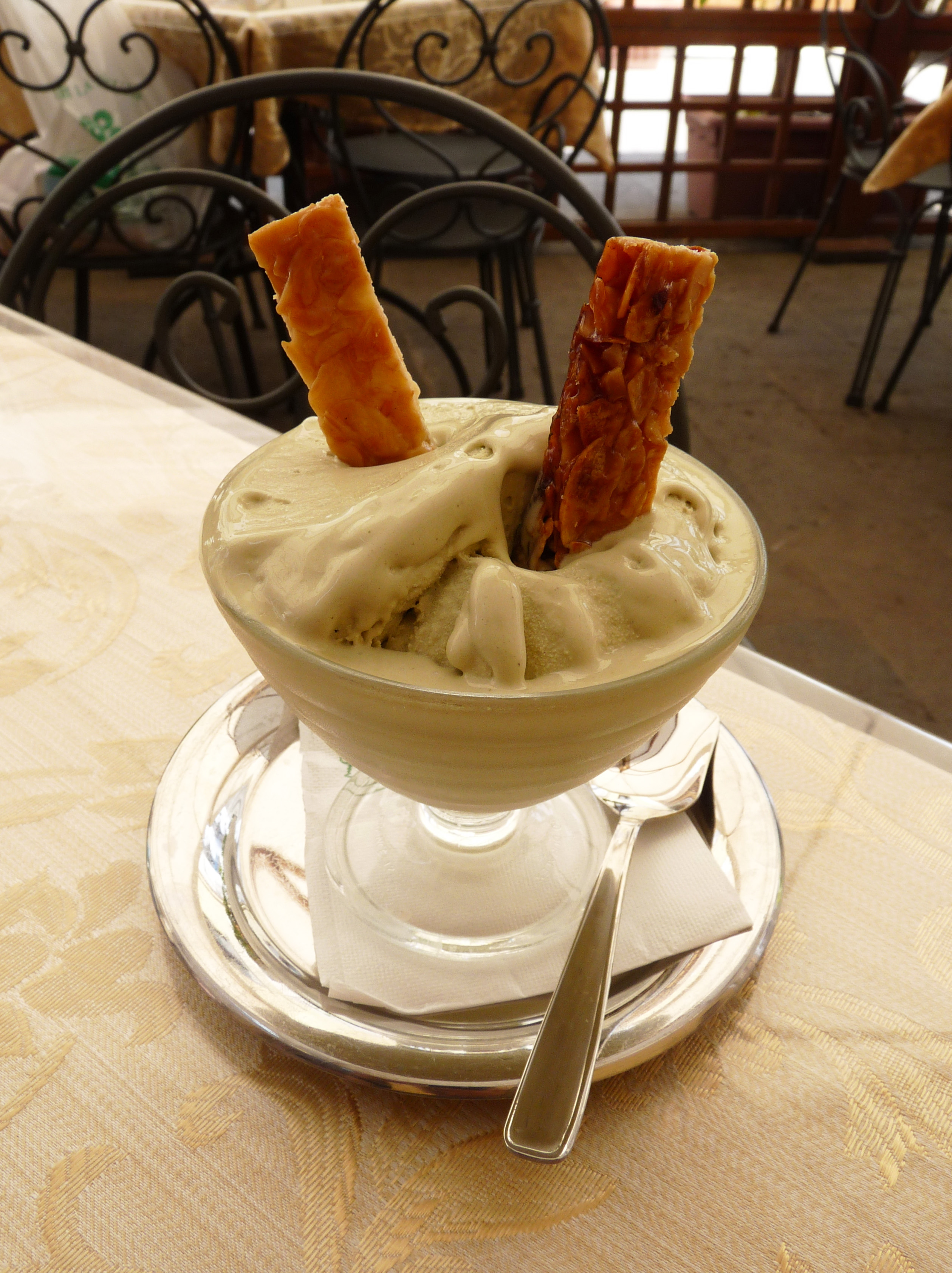
بستنی پسته ای از لیپاری درجزایر آیولین سیسیل

بستنی پسته‌ای یا بستنی مغز پسته نوعی بستنی است که با مغز پسته یا طعم دهنده درست می‌شود. اغلب به رنگ سبز متمایز است. پسته نیز طعمی از شربت و ژلاتو سربی است. بستنی پسته یک لایه در اسپومونی است.
در باکداش در دمشق، سوریه، بستنی کوبیده‌ای با پوشش پسته به نام بوزا تولید می‌شود. دارای بافتی کشسان از ماستیک و سهلاب است و در سراسر جهان عرب شهرت دارد. منطقه المینه طرابلس به خاطر بستنی‌های عربی خود از جمله «آشتا» با پسته معروف است.
این به‌طور گسترده‌ای از جمله بستنی بریگام، بن و جری، گریترز و مارک‌های اصلی تولید می‌شود.

## نگارخانه

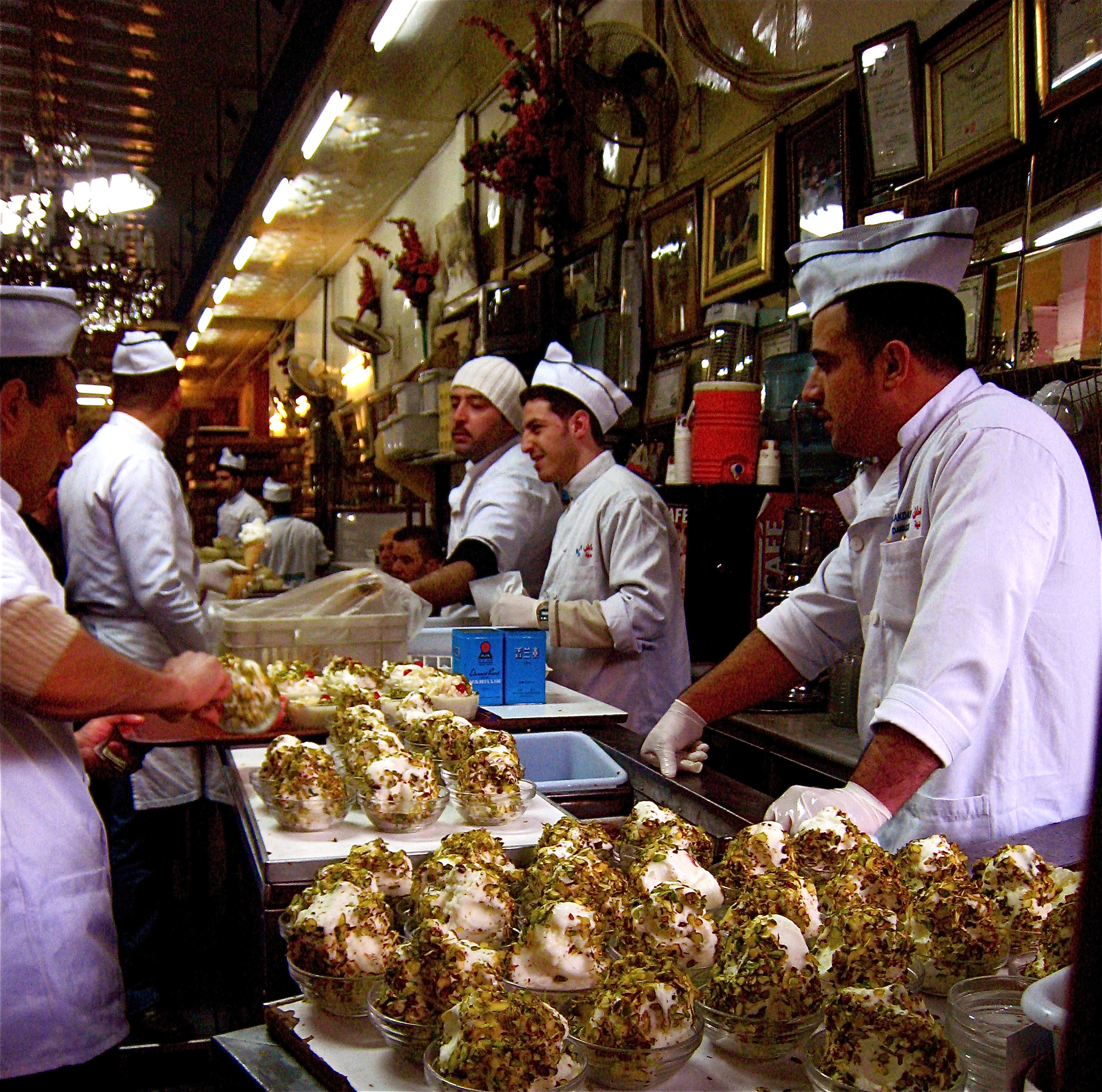
باکداش (بستنی فروشی) در بازار قدیمی در دمشق، سوریه
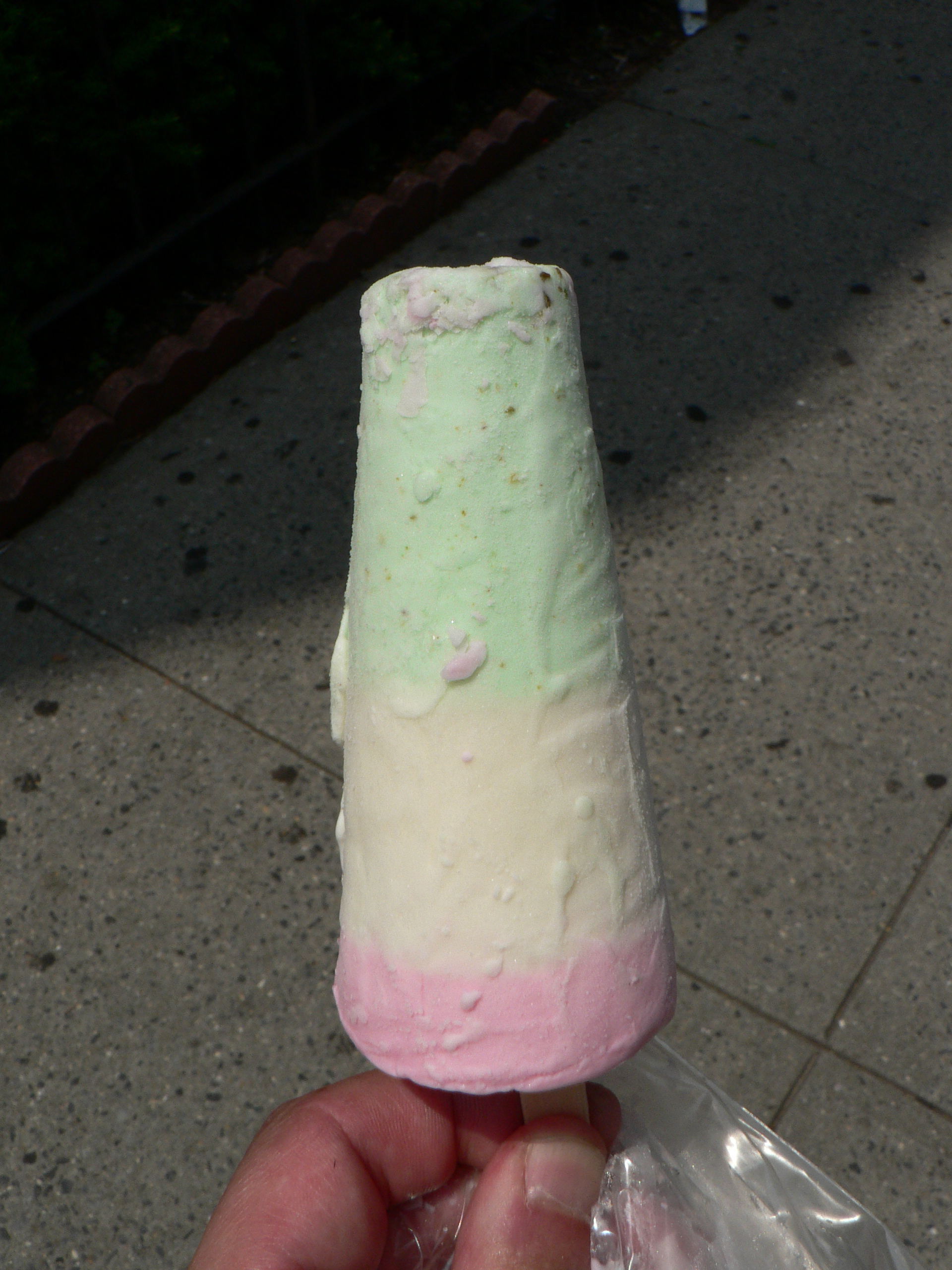
پسته، وانیل و گلاب از یک فروشگاه در جکسون هایتس، کوئینز در شهر نیویورک
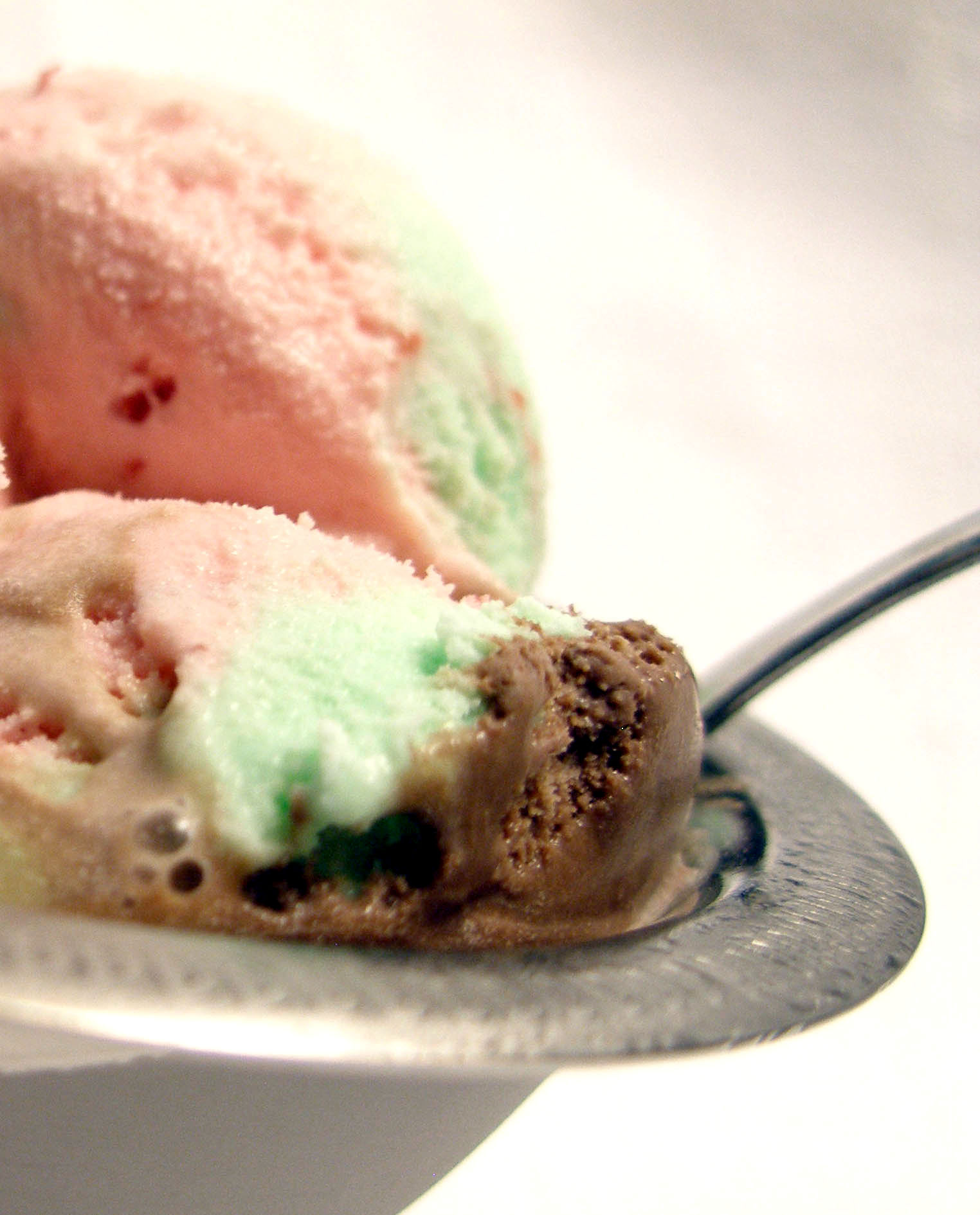
اسپومونی شامل یک لایه بستنی پسته است
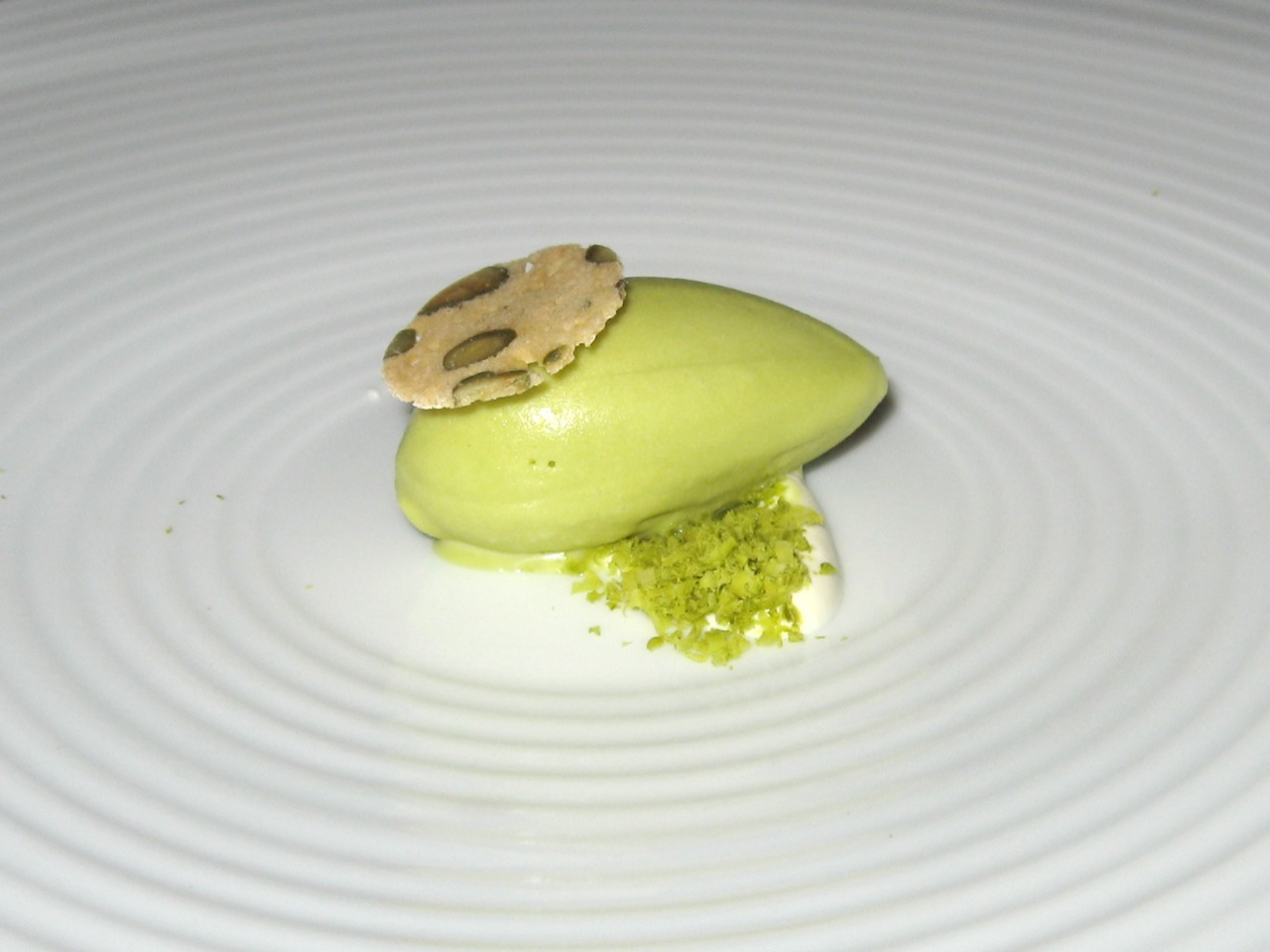
بستنی پسته روی ماسکارپونه زده شده با بیسکوتی پسته
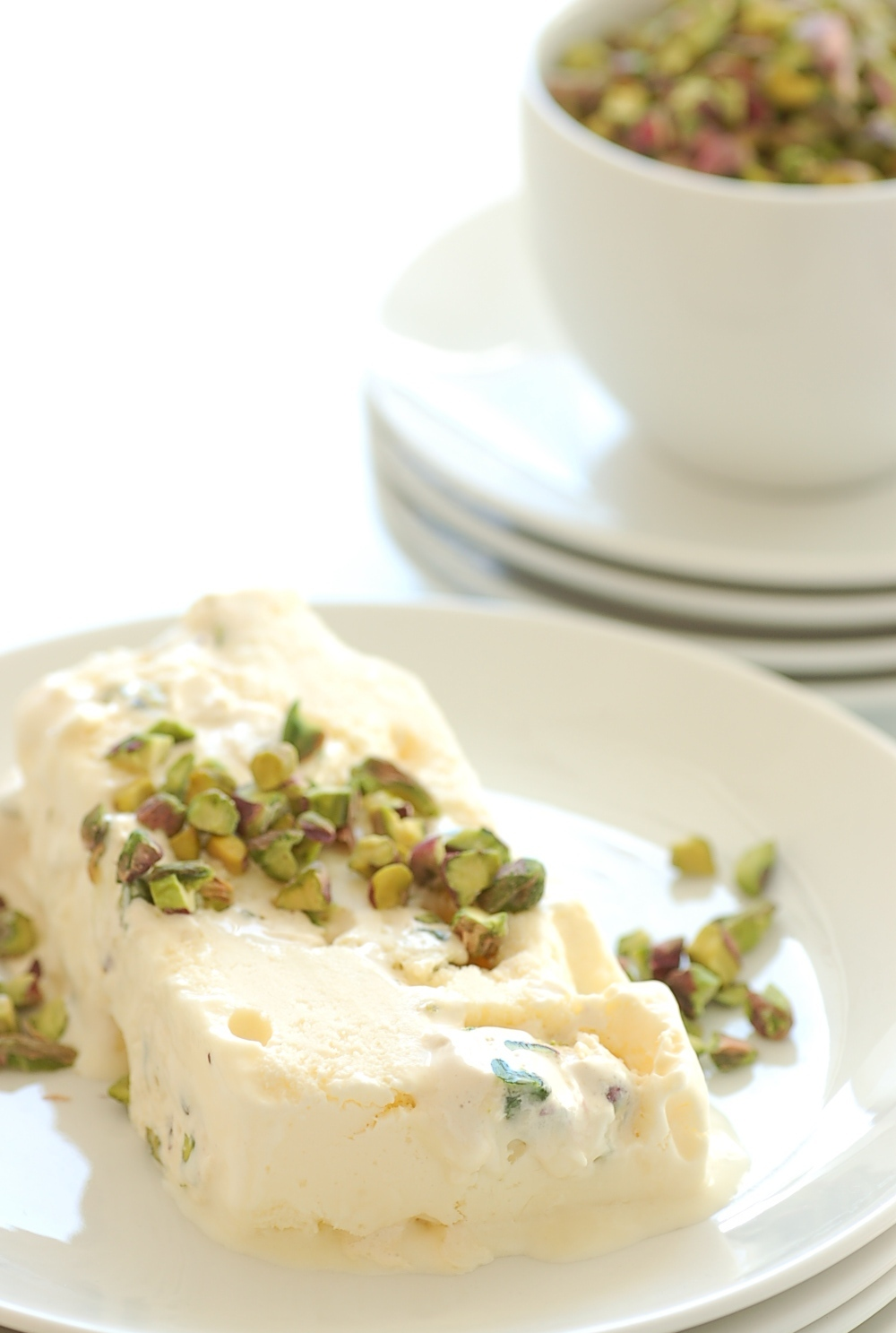
بستنی نوقا پسته
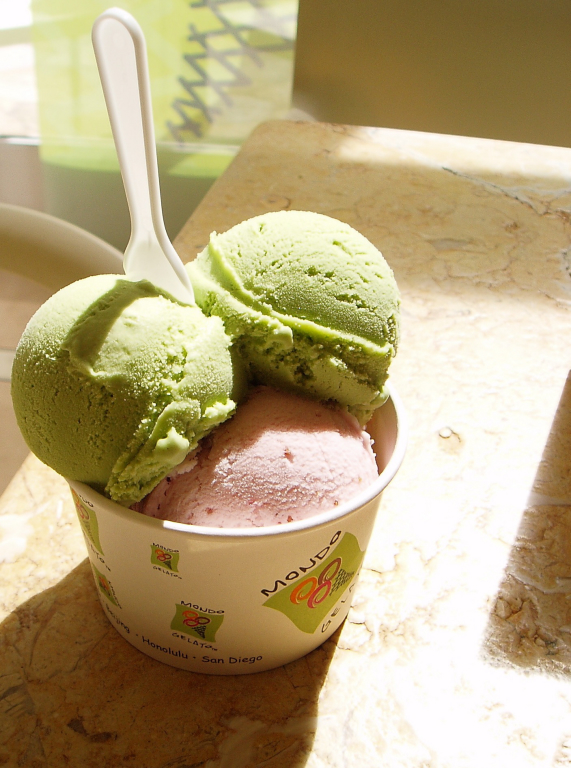
بستنی پسته و توت فرنگی
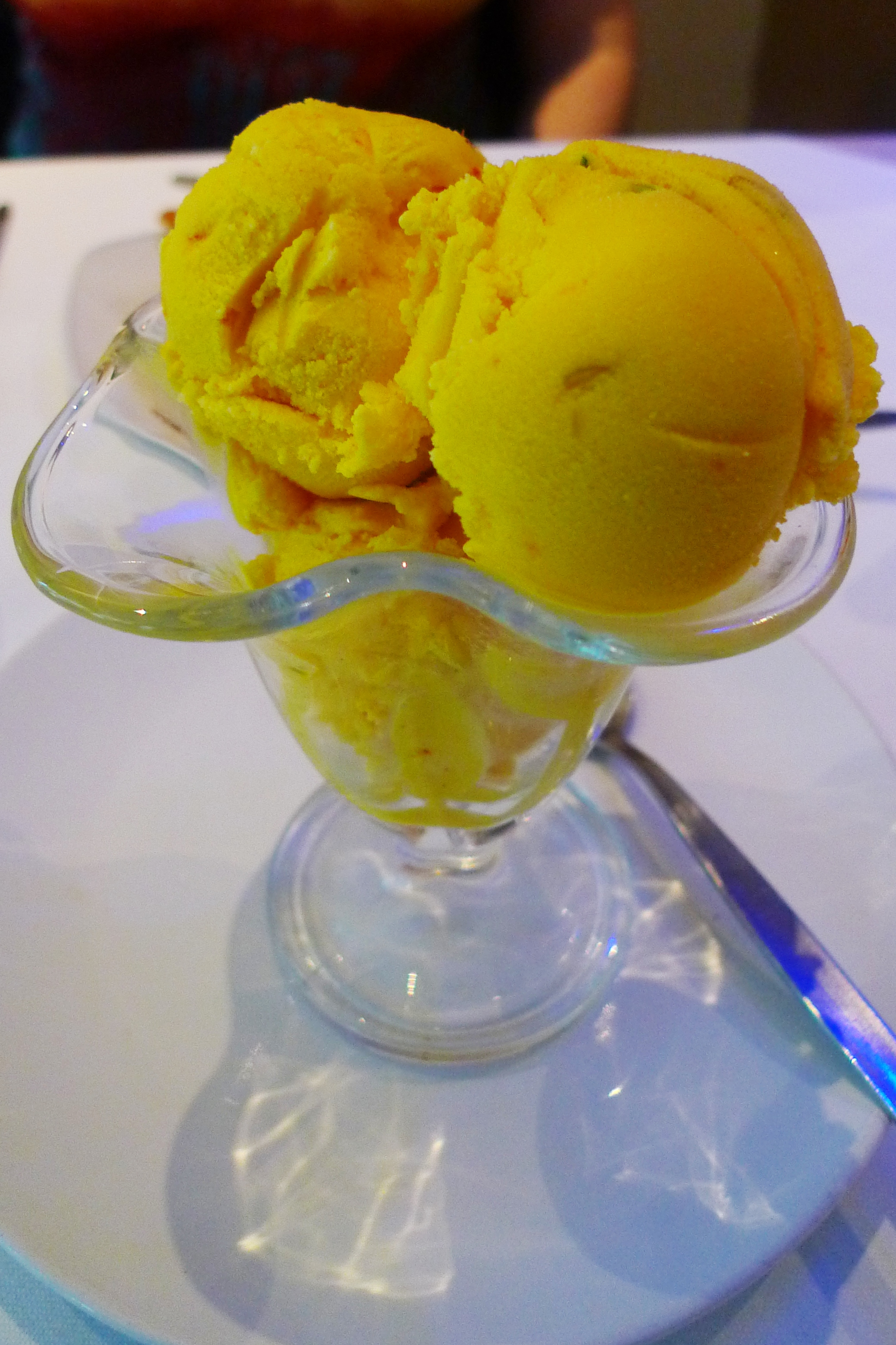
بستنی ایرانی با زعفران و پسته گیلک در جاده هالووی در آرچ‌وی، لندن.